# 陽光運動公園駅
陽光運動公園駅（ようこううんどうこうえんえき）は台湾新北市新店区安和里にある新北捷運安坑軽軌（安坑LRT）の駅。駅番号はK7。

## 歴史
計画時の仮称は「石頭厝」だった。
- 2016年4月6日 - 着工[2]。
- 2017年12月6日 - 駅名が正式決定[3]。
- 2023年2月10日 - 開業[4][5]。

## 駅構造
相対式ホーム2面2線の高架駅:(8-15)-(8-16)。ホーム長は49メートル、ホーム幅は上下各2メートル:(8-15)-(8-16)。出口は西側に1ヶ所:(8-15)-(8-16)。将来的に東側にも出入口を増設することが考慮されている:(8-15)-(8-16)。変電施設も設置されている:(8-15)-(8-16)。

### 駅階層
| 地上 二階                      |                                     |                                                          |
| 相対式ホーム、右側のドアが開く |                                     |                                                          |
| 1番線                          | ←安坑軽軌 双城方面（安康駅）        |                                                          |
| 2番線                          | →安坑軽軌 十四張方面（新和国小駅）→ |                                                          |
| 相対式ホーム、右側のドアが開く |                                     |                                                          |
| 地上 一階                      | 出入口                              | 出入口、コンコース、自動券売機、簡易改札機、エレベーター |

## 駅周辺
- YouBike（新北市公共自転車（中国語版））軽軌陽光運動公園駅[7]
- 安和公園
- 陽光運動公園（中国語版）

## 隣の駅
新北捷運
 安坑軽軌
安康駅 K6 - 陽光運動公園駅 K7 - 新和国小駅 K8